# Ryūshō-in

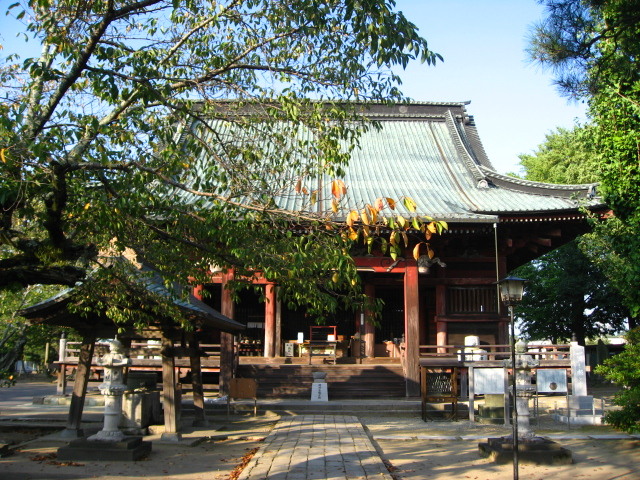
Haupthalle

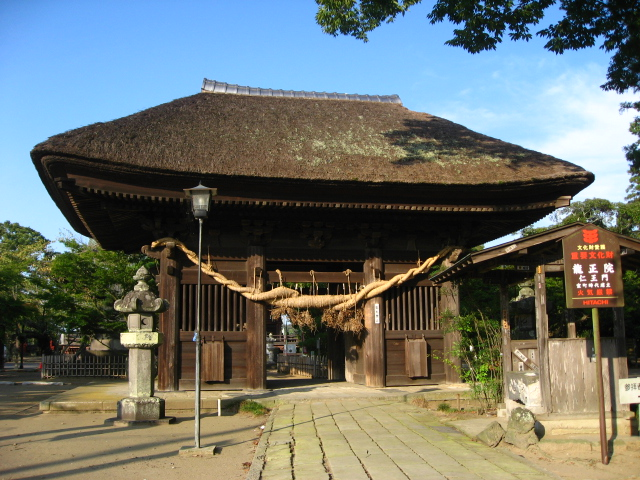
Tempeltor

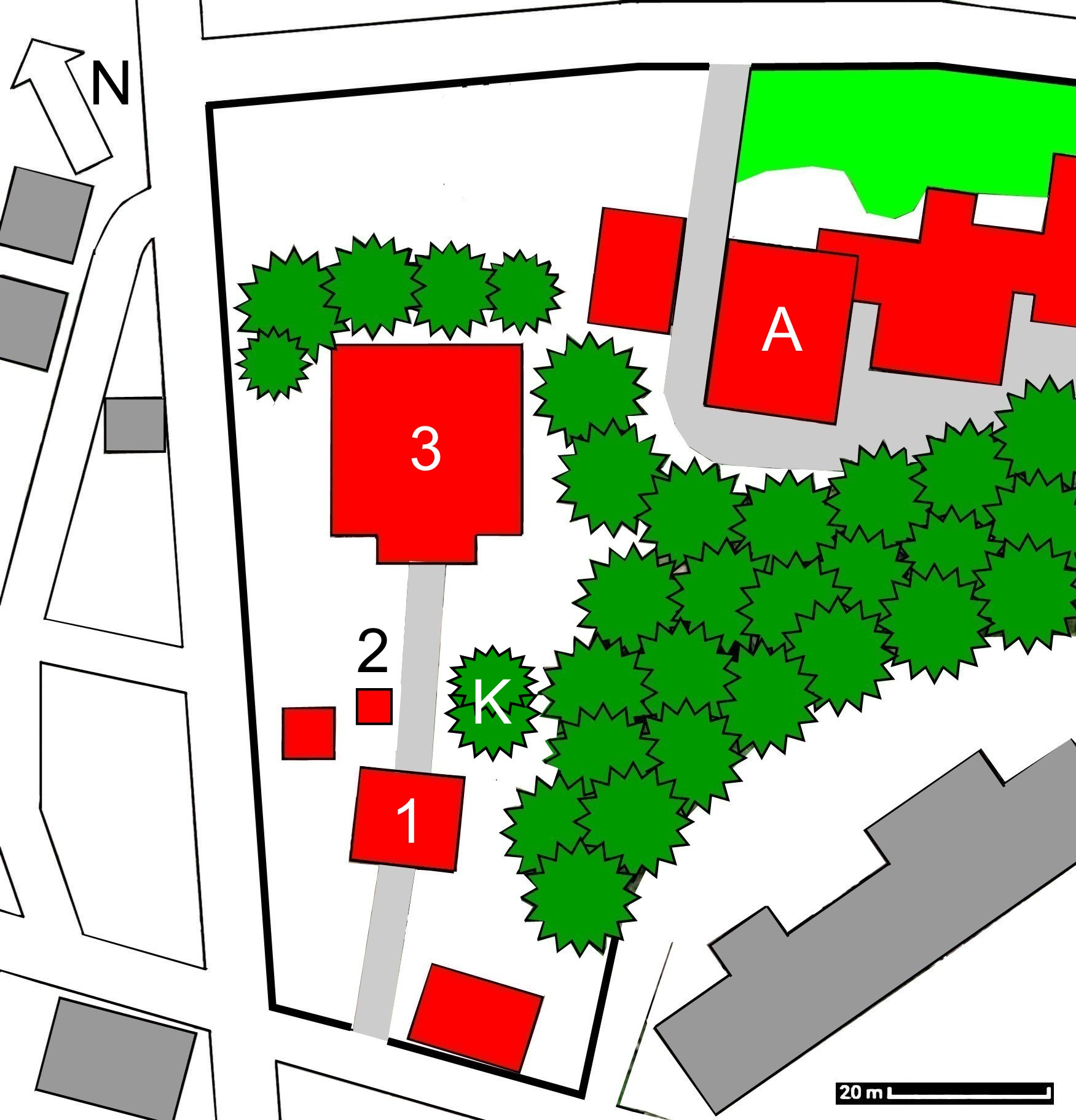
Plan des Tempels (s. Text)

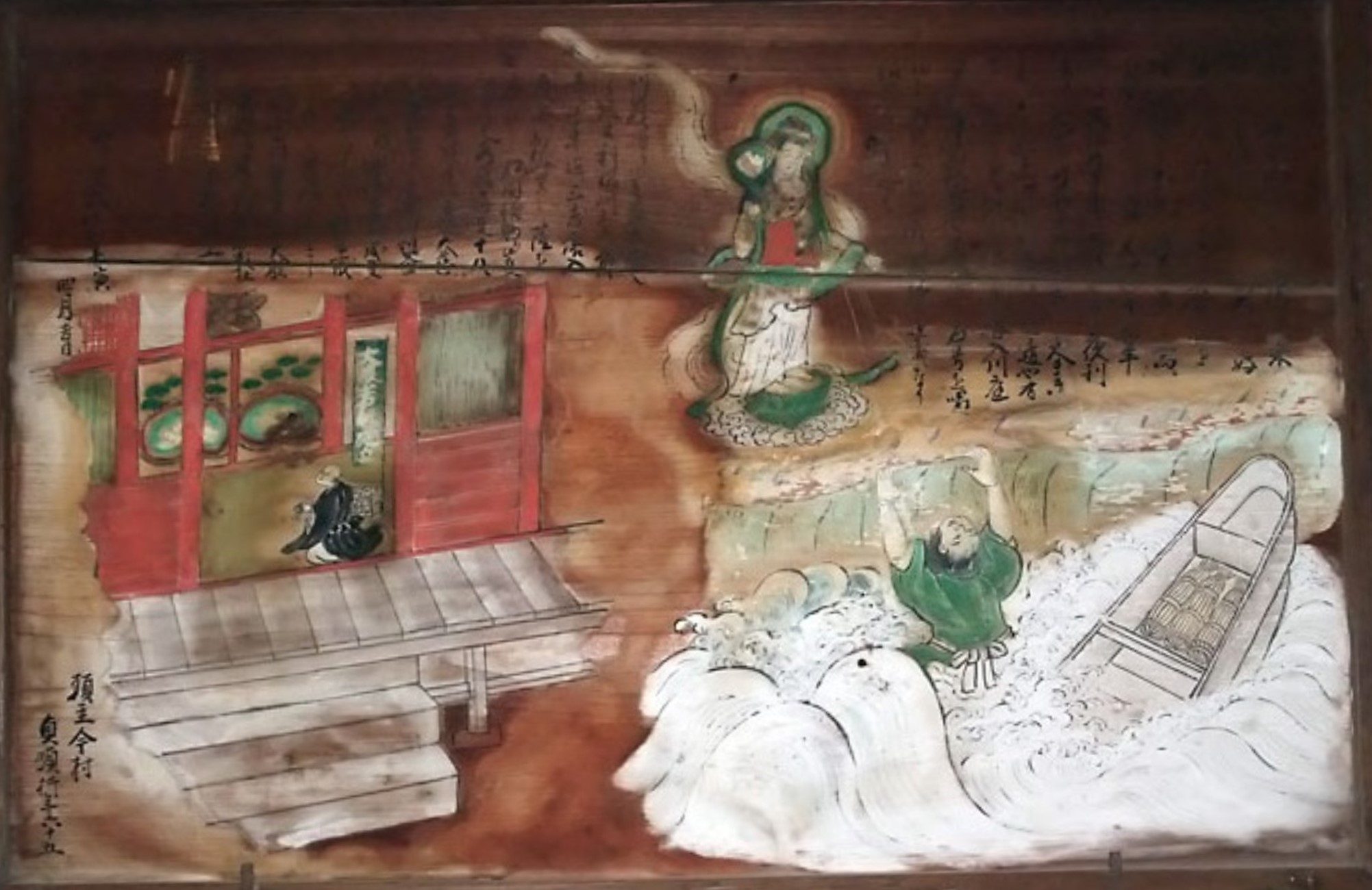
Tafel mit der Kannon-Legende

Das Ryūshō-in (japanisch 龍正院) mit dem Bergnamen Namegawa-san (滑河山) ist ein Tempel der Tendai-Richtung des Buddhismus in einem Außenbezirk von Narita (Präfektur Chiba), Japan. In der traditionellen Zählung ist er der 28. der '33 Tempel der Kantō-Region.

## Geschichte
Nach der Überlieferung des Tempels soll im Jahr 838 eine erste Gebetsstätte errichtet worden sein. Es war das Jahr einer großen Dürre, und so unterstützte der Herrscher der Gegend das Volk. Außerdem rief man die heilige Kannon um Hilfe an. Ein junges Mädchen, Prinzessin Asahi genannt, versprach, Hilfe zu holen und verschwand im Fluss. Daraufhin erschien ein alter Mönch in einem Kahn und brachte eine kleine Kannon-Figur, die er dem Fürsten übergab. Die Lebensumstände in der Gegend besserten sich und so entwickelte sich der Tempel ebenfalls.

## Anlage
Während der Muromachi-Zeit wurde das Tempeltor in der Bunki-Ära (文亀; 1501–1504) wiedererrichtet. Es ist als Niō-Tor (仁王門 Niō-mon; 1 im Plan), also als ein Tor mit den beiden Tempelwächtern (Niō) links und rechts vom Durchgang, ausgeführt. Das Tor, das als Wichtiges Kulturgut Japans registriert ist, ist im Wesentlichen im Wayō-Stil ausgeführt, zeigt aber auch Elemente des Zen-Stils, so dass man es unter den eklektizistischen Stil einordnet. Als Besonderheit besitzt das Tor 16 gerillte Pfeiler und ein mächtiges, schilfgedecktes Dach.
Auf dem Weg zur Haupthalle steht links eine circa 5 m hohe Kupferpagode (2) im Hōkyōin-(宝篋印塔 Hōkyōintō)-Stil. Sie stammt aus dem Jahr 1718 und wurde von Handwerkern aus Edo gegossen. An der Basis der Pagode finden sich die Namen der Spender, woraus man die Breite der Unterstützung entnehmen kann. Gegenüber steht eine zweistämmige Kiefer, die als „Ehepaar-Kiefer“ (夫婦松 Fūfu-matsu; K) verehrt wird. Dort steht ein Stein mit dem Haiku von Matsuo Bashō: „Man sieht die Kannon in einer Wolke von Blüten“.
Die Haupthalle (本堂 Hondō; 3) wurde 1698 errichtet und ist als Kulturgut der Präfektur registriert. Sie ist ein stattliches Gebäude, 5 Ken im Quadrat groß, und besitzt ein Fußwalmdach. Hauptkultfigur ist eine elfköpfige Kannon, Namegawa-Kannon genannt.
Weiter hinten rechts befindet sich das Abt- und Mönchsquartier (A).

## Schätze des Tempels
Der Tempel besitzt eine Scheibenglocke aus Kupfer (鋳銅鰐口 Chūdō Waniguchi) aus dem Jahr 1516. Sie ist als Wichtiges Kulturgut der Präfektur registriert und wird im Shimousa-Volkskundemuseum von Narita (成田下総歴史民俗資料館 Narita Shimousa Rekishi Minzoku Shiryōkan), aufbewahrt.